# 伞花崖爬藤
伞花崖爬藤（学名：Tetrastigma macrocorymbum）为葡萄科崖爬藤属的植物。分布于越南北部以及中国大陆的云南等地，生长于海拔1,000米至1,500米的地区，常生长在山坡、河岸灌丛以及林中，目前尚未由人工引种栽培。